# Arrasto parasita
O arrasto parasita ou resistência parasita é o arrasto ou força de resistência causada pela movimentação de um objeto sólido através de um meio fluido (no caso de arrasto/resistência aerodinâmica, o meio fluido é a atmosfera). O arrasto parasita é uma combinação do arrasto de forma (arrasto de pressão), arrasto de fricção e arrasto de interferência. Outros componentes do arrasto total, como o arrasto induzido e arrasto de onda são tipos diferentes de arrasto e não são componentes do arrasto parasita. O arrasto parasita não acontece devido a geração de sustentação em um corpo, por isso é considerado um parasita.

## Descrição
Durante o voo, o arrasto induzido resulta da força de sustentação que deve ser produzida para que a aeronave mantenha-se em voo nivelado. O arrasto induzido é maior em velocidades menores, onde um ângulo de ataque mais elevado é necessário. Conforme a velocidade aumenta, o arrasto induzido diminui, mas o arrasto parasita aumenta, já que o fluido está atingindo o objeto com uma força maior e se move pela superfície do objeto com uma velocidade mais alta. Conforme a velocidade continua a aumentar em direção aos regimes transônicos e supersônicos, o arrasto de onda tem sua importância aumentada. Cada um desses componentes do arrasto muda em proporção aos outros, dependendo da velocidade. Dessa forma, a curva do arrasto total mostra um mínimo em determinada velocidade; uma aeronave voando nessa velocidade estará perto da eficiência ideal. Os pilotos usarão essa velocidade para maximizar o alcance de planeio em caso de uma pane de motor.

## Arrasto de forma
O arrasto de forma ou arrasto de pressão surge em decorrência da forma do objeto. A forma e tamanho do corpo são os fatores mais importantes no arrasto de forma; corpos com sessões transversais maiores terão um arrasto maior do que corpos mais finos; corpos menos curvados (mais retos) possuem menor arrasto de forma. O arrasto de forma segue a equação de arrasto, ou seja, ele aumenta com o aumento da velocidade, sendo um fator mais importante em voos de alta velocidade.
O arrasto de forma depende da seção longitudinal do corpo. Uma escolha prudente da forma do corpo é essencial para um coeficiente de arrasto baixo. O fluxo laminar do ar deve ser contínuo e a separação da camada limite com seus vórtices deve ser evitada.

## Arrasto de perfil
O arrasto de perfil geralmente é definido como a soma do arrasto de forma com o arrasto de fricção. Entretanto, esse termo é comumente usado como sinônimo de arrasto de forma.

## Arrasto de interferência
O arrasto de interferência acontece quando o fluxo de ar ao redor de uma parte do objeto (como a fuselagem) ocupa o mesmo espaço que o fluxo de ar ao redor de outro objeto (como a asa). Esses dois fluxos de ar competindo entre si precisam aumentar sua velocidade para passar pela área restrita. Esse processo de aumento de velocidade exige uma energia extra e cria turbulência, resultando em um aumento mensurável no arrasto de forma. Esse aumento de velocidade está presente em qualquer velocidade do ar, mas se torna mais importante na fase transônica, quando a velocidade resultante é sônica e produz ondas de choque.
O arrasto de interferência acontece em toda a aeronave (como na nacele e na empenagem) e seu efeito negativo é sempre considerado pelos engenheiros. De maneira ideal, a distribuição da pressão nas interseções deve ocorrer de forma que um complemente a distribuição de pressão do outro. Se um corpo apresenta um coeficiente de pressão negativo em um determinado local, o corpo adjacente deve possuir um coeficiente de pressão positivo. Na realidade, entretanto, isso nem sempre é possível. Características geométricas particulares em uma aeronave às vezes mostram como os engenheiros lidaram com o problema do arrasto de interferência. Um exemplo clássico é a carenagem entre a fuselagem e a asa, que suaviza o ângulo agudo na interseção da fuselagem com a asa. Outro exemplo é a junção entre o estabilizador horizontal e vertical em uma aeronave com cauda em T. Muitas vezes, uma carenagem adicional é posicionada para reduzir as super velocidades nas interseções. A posição da nacele em relação à asa é um terceiro exemplo de como a consideração em relação ao arrasto de interferência domina essa característica geométrica. O arrasto de interferência é considerado quando se decide a posição lateral e longitudinal das naceles em uma asa. Se tem pouco espaço vertical disponível entre a asa e a nacele (devido a pequena distância entre a asa e o solo) a nacele geralmente é posicionada bem mais à frente da asa. A regra da área é uma forma de lidar com a redução do arrasto de interferência transônico.

## Arrasto de fricção
O arrasto de fricção surge da fricção do fluido contra a superfície do objeto que se move por ele. O arrasto de fricção surge da interação entre o fluido e a superfície do corpo e é diretamente relacionado com a superfície mergulhada, a área da superfície do corpo que está em contato com o fluido. O ar em contato com um corpo se prende à superfície e essa camada tende a se prender à próxima camada de ar, ao ponto que várias lâminas de ar estão sendo arrastadas junto com a aeronave. A força requerida para arrastar essa camada de ar presa no corpo é chamada de arrasto de fricção. O arrasto de fricção confere certo momento a uma massa de ar, conforme o objeto passa por ela, e esse ar aplica uma força retardante no corpo. Assim como outros componentes do arrasto parasita, o arrasto de fricção segue a equação de arrasto e aumenta em proporção ao quadrado da velocidade do ar.
O arrasto de fricção é causado pelo arrasto de viscosidade dentro da camada limite ao redor do objeto. A camada limite na frente do objeto geralmente é laminar e fina, mas se torna turbulenta e espessa em direção à traseira do objeto. A posição do ponto de transição de fluxo laminar para turbulento depende da forma do objeto. Existe duas maneiras para diminuir o arrasto de fricção: a primeira é usar uma forma no objeto que permita um fluxo de ar laminar. O segundo método é aumentar o comprimento e diminuir a seção transversal de um objeto tanto quanto for possível. Para isso, o engenheiro pode considerar a razão entre comprimento da aeronave e o diâmetro do ponto mais largo. Geralmente tem uma proporção de 6:1 para fluxos subsônicos. O aumento no comprimento aumenta o número Reynolds. Com o número Reynolds no denominador ara a relação de coeficiente de arrasto de fricção, conforme seu valor é aumentado, o arrasto total de fricção é reduzido. Enquanto é óbvio que uma diminuição na área da seção transversal diminui a força de arrasto, já que a perturbação no fluxo de ar é menor. Para as asas de uma aeronave, a diminuição do comprimento (corda) da asa vai reduzir também o arrasto induzido, se não o arrasto de fricção.

## Área plana equivalente
Arrasto parasita em engenharia aeronáutica, é aquele produzido em todas as partes do avião que não produzem sustentação.
Para definir o arrasto parasita de um avião, o fabricante determina a área de uma placa plana perpendicular à direção do vento relativo, cujo arrasto é equivalente ao arrasto de forma, arrasto de fricção e arrasto de interferência combinados. Conhecendo-se a área plana equivalente, torna-se então possível calcular o arrasto parasita em qualquer condição.

## Fórmula
A fórmula abaixo permite calcular o arrasto parasita. É muito semelhante à fórmula do arrasto. O valor 1,28 é o coeficiente de arrasto de uma placa plana perpendicular ao vento.
{\displaystyle D_{p}=1,28.{\frac {\rho }{2}}.A.V^{2}}
O arrasto parasita é praticamente constante para pequenos ângulos de ataque. Como o avião é formado por partes que produzem sustentação (a asa) e partes que não produzem (o resto do avião), o arrasto total será:
{\displaystyle D=C_{d}.{\frac {\rho }{2}}.S.V^{2}+1,28.{\frac {\rho }{2}}.A.V^{2}}